# Campeonato Mundial de Esqui Estilo Livre de 2013 - Ski cross feminino
A prova do ski cross feminino do Campeonato Mundial de Esqui Estilo Livre de 2013 foi disputada no dia 10 de março em Voss na Noruega. Participaram 36 atletas de 13 nacionalidades.

## Medalhistas
| Ouro              | Prata                   | Bronze              |
| Fanny Smith (SUI) | Marielle Thompson (CAN) | Ophélie David (FRA) |

## Resultados

### Qualificação
36 atletas participaram do processo qualificatório. As 31 melhores avançaram para as oitavas de final.
| Pos, | Bib | Esquiadora               | Nacionalidade | Tempo   | Notas |
| ---- | --- | ------------------------ | ------------- | ------- | ----- |
| 1    | 15  | Fanny Smith              | Suíça         | 58.98   | Q     |
| 2    | 12  | Ophélie David            | França        | 59.58   | Q     |
| 3    | 13  | Katrin Müller            | Suíça         | 59.59   | Q     |
| 4    | 10  | Marielle Thompson        | Canadá        | 59.85   | Q     |
| 5    | 16  | Anna Wörner              | Alemanha      | 59.91   | Q     |
| 6    | 7   | Katrin Ofner             | Áustria       | 1:00.02 | Q     |
| 7    | 20  | Jorinde Müller           | Suíça         | 1:00.31 | Q     |
| 8    | 8   | Alizée Baron             | França        | 1:00.37 | Q     |
| 9    | 5   | Katya Crema              | Austrália     | 1:00.45 | Q     |
| 10   | 11  | Emilie Serain            | Suíça         | 1:00.48 | Q     |
| 11   | 14  | Karolina Riemen          | Polónia       | 1:00.53 | Q     |
| 12   | 9   | Marte Høie Gjefsen       | Noruega       | 1:00.60 | Q     |
| 13   | 4   | Heidi Zacher             | Alemanha      | 1:00.60 | Q     |
| 14   | 6   | Georgia Simmerling       | Canadá        | 1:00.72 | Q     |
| 15   | 26  | Sandra Näslund           | Suécia        | 1:00.86 | Q     |
| 16   | 21  | Sami Kennedy-Sim         | Austrália     | 1:00.92 | Q     |
| 17   | 14  | Saša Farič               | Eslovênia     | 1:01.09 | Q     |
| 18   | 29  | Emily Sarsfield          | Grã-Bretanha  | 1:01.11 | Q     |
| 19   | 30  | Christina Staudinger     | Áustria       | 1:01.15 | Q     |
| 20   | 17  | Hedda Berntsen           | Noruega       | 1:01.36 | Q     |
| 21   | 18  | Sabrina Weilharter       | Alemanha      | 1:01.68 | Q     |
| 22   | 19  | Julie Jensen             | Noruega       | 1:01.80 | Q     |
| 23   | 23  | Anastasya Chertsova      | Rússia        | 1:01.84 | Q     |
| 24   | 22  | Danielle Sundquist       | Canadá        | 1:01.86 | Q     |
| 25   | 27  | Nikol Kucerova           | Chéquia       | 1:01.94 | Q     |
| 26   | 25  | Yulia Livinskaya         | Rússia        | 1:02.13 | Q     |
| 27   | 24  | Jenny Owens              | Austrália     | 1:02.23 | Q     |
| 28   | 35  | Stephanie Joffroy        | Chile         | 1:02.96 | Q     |
| 29   | 34  | Lidia Pentukhova         | Rússia        | 1:03.27 | Q     |
| 30   | 33  | Pamela Thorburn          | Grã-Bretanha  | 1:04.09 | Q     |
| 31   | 31  | Sofia Smirnova           | Rússia        | 1:14.94 | Q     |
| 31   | 3   | Christina Manhard        | Alemanha      | DNF     |       |
| 31   | 2   | Marielle Berger Sabbatel | França        | DNF     |       |
| 31   | 32  | Tereza Charova           | Chéquia       | DNF     |       |
| 31   | 36  | Liz Stevenson            | Grã-Bretanha  | DNF     |       |
| 31   | 1   | Kelsey Serwa             | Canadá        | DNS     |       |

### Eliminatória
As 31 melhores qualificadas avançaram para as oitavas de final. A partir daqui, participaram de corridas de eliminação com quatro pessoas cada grupo, sendo os dois melhores de cada corrida avançando para a fase seguinte até a final. 

#### Oitavas de final
| Pos. | Bib | Esquiadora             | Notas |
| ---- | --- | ---------------------- | ----- |
| 1    | 1   | Fanny Smith (SUI)      | Q     |
| 2    | 17  | Saša Farič (SLO)       | Q     |
| 3    | 16  | Sami Kennedy-Sim (AUS) |       |

| Pos. | Bib | Esquiadora               | Notas |
| ---- | --- | ------------------------ | ----- |
| 1    | 12  | Marte Høie Gjefsen (NOR) | Q     |
| 2    | 5   | Anna Wörner (GER)        | Q     |
| 3    | 21  | Sabrina Weilharter (GER) |       |
| 4    | 28  | Stephanie Joffroy (CHI)  |       |

| Pos. | Bib | Esquiadora                 | Notas |
| ---- | --- | -------------------------- | ----- |
| 1    | 3   | Katrin Müller (SUI)        | Q     |
| 2    | 14  | Georgia Simmerling (CAN)   | Q     |
| 3    | 19  | Christina Staudinger (AUT) |       |
| 4    | 30  | Pamela Thorburn (GBR)      |       |

| Pos. | Bib | Esquiadora                | Notas |
| ---- | --- | ------------------------- | ----- |
| 1    | 7   | Jorinde Müller (SUI)      | Q     |
| 2    | 10  | Emilie Serain (SUI)       | Q     |
| 3    | 26  | Yulia Livinskaya (RUS)    |       |
| 4    | 23  | Anastasya Chertsova (RUS) |       |

| Pos. | Bib | Esquiadora               | Notas |
| ---- | --- | ------------------------ | ----- |
| 1    | 9   | Katya Crema (AUS)        | Q     |
| 2    | 8   | Alizée Baron (FRA)       | Q     |
| 3    | 24  | Danielle Sundquist (CAN) |       |
| 4    | 25  | Nikol Kucerova (CZE)     |       |

| Pos. | Bib | Esquiadora              | Notas |
| ---- | --- | ----------------------- | ----- |
| 1    | 13  | Heidi Zacher (GER)      | Q     |
| 2    | 4   | Marielle Thompson (CAN) | Q     |
| 3    | 20  | Hedda Berntsen (NOR)    |       |
| 4    | 29  | Lidia Pentukhova (RUS)  |       |

| Pos. | Bib | Esquiadora            | Notas |
| ---- | --- | --------------------- | ----- |
| 1    | 11  | Karolina Riemen (POL) | Q     |
| 2    | 6   | Katrin Ofner (AUT)    | Q     |
| 3    | 22  | Julie Jensen (NOR)    |       |
|      | 27  | Jenny Owens (AUS)     | DNF   |

| Pos. | Bib | Esquiadora            | Notas |
| ---- | --- | --------------------- | ----- |
| 1    | 2   | Ophélie David (FRA)   | Q     |
| 2    | 15  | Sandra Näslund (SWE)  | Q     |
| 3    | 18  | Emily Sarsfield (GBR) |       |
| 4    | 31  | Sofia Smirnova (RUS)  |       |

#### Quartas de final
| Pos. | Bib | Esquiadora         | Notas |
| ---- | --- | ------------------ | ----- |
| 1    | 1   | Fanny Smith (SUI)  | Q     |
| 2    | 8   | Alizée Baron (FRA) | Q     |
| 3    | 9   | Katya Crema (AUS)  |       |
| 4    | 17  | Saša Farič (SLO)   |       |

| Pos. | Bib | Esquiadora               | Notas |
| ---- | --- | ------------------------ | ----- |
| 1    | 6   | Katrin Ofner (AUT)       | Q     |
| 2    | 3   | Katrin Müller (SUI)      | Q     |
| 3    | 11  | Karolina Riemen (POL)    |       |
| 4    | 14  | Georgia Simmerling (CAN) |       |

| Pos. | Bib | Esquiadora               | Notas |
| ---- | --- | ------------------------ | ----- |
| 1    | 4   | Marielle Thompson (CAN)  | Q     |
| 2    | 5   | Anna Wörner (GER)        | Q     |
| 3    | 12  | Marte Høie Gjefsen (NOR) |       |
| 4    | 13  | Heidi Zacher (GER)       |       |

| Pos. | Bib | Esquiadora           | Notas |
| ---- | --- | -------------------- | ----- |
| 1    | 7   | Jorinde Müller (SUI) | Q     |
| 2    | 2   | Ophélie David (FRA)  | Q     |
| 3    | 10  | Emilie Serain (SUI)  |       |
| 4    | 15  | Sandra Näslund (SWE) |       |

#### Semifinal
| Pos. | Bib | Esquiadora              | Notas |
| ---- | --- | ----------------------- | ----- |
| 1    | 4   | Marielle Thompson (CAN) | Q     |
| 2    | 1   | Fanny Smith (SUI)       | Q     |
| 3    | 8   | Alizée Baron (FRA)      |       |
| 4    | 5   | Anna Wörner (GER)       |       |

| Pos. | Bib | Esquiadora           | Notas |
| ---- | --- | -------------------- | ----- |
| 1    | 7   | Jorinde Müller (SUI) | Q     |
| 2    | 2   | Ophélie David (FRA)  | Q     |
| 3    | 6   | Katrin Ofner (AUT)   |       |
|      | 3   | Katrin Müller (SUI)  | DQI   |

#### Final
| Pos. | Bib | Esquiadora         | Notas |
| ---- | --- | ------------------ | ----- |
| 5    | 5   | Anna Wörner (GER)  |       |
| 6    | 6   | Katrin Ofner (AUT) |       |
| 7    | 8   | Alizée Baron (FRA) |       |

| Pos.              | Bib | Esquiadora              | Notas |
| ----------------- | --- | ----------------------- | ----- |
| Medalha de ouro   | 1   | Fanny Smith (SUI)       |       |
| Medalha de prata  | 4   | Marielle Thompson (CAN) |       |
| Medalha de bronze | 2   | Ophélie David (FRA)     |       |
| 4                 | 7   | Jorinde Müller (SUI)    |       |

Legenda
| Recorde mundial       | Recorde mundial (World record)               |                       | Recorde africano                      | Recorde africano (African) |                                           | Q | Classificado por posição (Qualified) |
| Recorde do campeonato | Recorde do campeonato (Championship record)  | Recorde da América    | Recorde da América (Americas)         | q                          | Classificado por melhor tempo (Qualified) |   |                                      |
| Melhor marca do ano   | Melhor marca do ano (World leading)          | Recorde asiático      | Recorde asiático (Asian)              | DNS                        | Não largou (Did not start)                |   |                                      |
| Recorde nacional      | Recorde nacional (National record)           | Recorde europeu       | Recorde europeu (European)            | DNF                        | Não terminou (Did not finish)             |   |                                      |
| Recorde pessoal       | Recorde pessoal do atleta (Personal best)    | Recorde da Oceania    | Recorde da Oceania (Oceania)          | DSQ / DQ                   | Desclassificado (Disqualified)            |   |                                      |
| Recorde da temporada  | Recorde da temporada do atleta (Season best) | Recorde sul-americano | Recorde sul-americano (South America) | NM                         | Sem marca (No mark)                       |   |                                      |